# Damian Raczkowski
Damian Raczkowski (ur. 11 kwietnia 1975 w Białymstoku) – polski polityk, z wykształcenia prawnik, samorządowiec, poseł na Sejm V, VI i VII kadencji.

## Życiorys
Ukończył studia prawnicze na Uniwersytecie w Białymstoku. Pracował w firmie handlowej, następnie w Państwowej Inspekcji Pracy i PKP. W latach 2002–2005 pełnił funkcję wicestarosty białostockiego.
Od 1999 do 2001 należał do Stronnictwa Konserwatywno-Ludowego. W 2005 wstąpił do Platformy Obywatelskiej i z jej listy w okręgu białostockim został w tym samym roku wybrany na posła V kadencji. W wyborach parlamentarnych w 2007 po raz drugi uzyskał mandat poselski, startując z ostatniego miejsca na liście i otrzymując 15 762 głosów. W V kadencji Sejmu pełnił funkcję wiceprzewodniczącego Parlamentarnego Zespołu na rzecz Tybetu. W 2010 został przewodniczącym PO w województwie podlaskim, zastępując Roberta Tyszkiewicza, pełnił tę funkcję do 2013.
W 2011 kandydował w wyborach parlamentarnych z 2. miejsca na liście komitetu wyborczego Platformy Obywatelskiej w okręgu wyborczym nr 24 w Białymstoku i uzyskał mandat poselski. Oddano na niego 10 271 głosów (2,40% głosów oddanych w okręgu). W 2015 nie uzyskał poselskiej reelekcji. Wszedł w skład rady nadzorczej spółki GGKO – Zarządzanie Nieruchomościami.

## Życie prywatne
Damian Raczkowski jest żonaty z Emilią; ze związku tego urodziło się troje dzieci. W sierpniu 2019 w wyniku wypadku quada zginął jego syn.